# Buntsandsteinfelsen im Rurtal
Das Gebiet Buntsandsteinfelsen im Rurtal ist ein mit Verordnung von 2000 des Regierungspräsidiums Köln ausgewiesenes Europäisches Vogelschutzgebiet (Schutzgebietkennung DE-5304-401) im Südwesten des deutschen Landes Nordrhein-Westfalen.
Die Vogelschutzrichtlinie der Europäischen Union dient der Erhaltung der wildlebenden, im Gebiet ihrer Mitgliedsstaaten heimischen Vogelarten und der Regelung des Schutzes, der Bewirtschaftung und der Regulierung dieser Vögel, ihrer Eier und Lebensräume. Für die Betreuung ist die Biologische Station Düren zuständig. Die Flächen sind gleichzeitig auch als Naturschutzgebiet ausgewiesen, dabei Südwestexponierte Wälder und Felsbereiche im Rurtal, Buntsandsteinfelsen bei Blens und Buntsandsteinfelsen im Rurtal von Untermaubach bis Abenden.

## Lage
Die neun Teilgebiete des insgesamt rund drei Quadratkilometer großen Vogelschutzgebiets „Buntsandsteinfelsen im Rurtal“ liegen im Kreis Düren. Sie erstrecken sich beidseitig der Rur, zwischen dem zur Gemeinde Kreuzau gehörenden Ortsteil Untermaubach im Norden und dem zur Stadt Heimbach gehörenden Hausen im Süden.

## Beschreibung
Das Vogelschutzgebiet „Buntsandsteinfelsen im Rurtal“ wird als ein „bis zu 90 Meter in den anstehenden Buntsandstein eingeschnittenes Tal mit stark zerklüfteten und teils senkrecht zur Rur abfallenden Felsen, Kaminen, Felsspalten und -höhlen, flechten- und moosreicher Pioniervegetation, extrem mageren und trockenen Felsköpfen und -Felsvorsprüngen, Eichen-, Hainsimsen-Buchen-, Schlucht- und Hang- sowie wärmeliebenden Traubeneichen-Trocken- und Weißmoos-Kiefernwäldern“ beschrieben. Es bildet einen durch natürliche Vorgänge entstandenen Großaufschluss, in welchem Böden, Gesteine, Lagerungsverhältnisse, Mineralien und Sedimentstrukturen freigelegt sind.
Das durch die Buntsandsteinfelsen geprägte Schutzgebiet ist für den hier brütenden Uhu von besonderer Bedeutung, er besitzt hier ihr landesweites Schwerpunktvorkommen an Naturfelsen. Wie schwer die Folgen unregulierten Klettersports in Uhulebensräumen im Extremfall sein können, zeigen langjährige Beobachtungen der Gesellschaft zur Erhaltung der Eulen im Gebiet. Der Bruterfolg der Uhupaare im Schutzgebiet stieg von 0,5 Flügge Jungvögel je Brutpaar und Jahr von 1990 bis 1998, auf 0,98 Flügge Jungvögel je Brutpaar und Jahr von 1999 bis 2008 nach dem die Kletterbereiche eingeschränkt wurden. In Abbau befindlichen Steinbrüchen wurden hingegen 2,0 Flüggen je Uhubrutpaar und Jahr nachgewiesen.

### Lebensraumklassen
|                                                                                         |                                                                                         |  |      |      |
| N06 – Binnengewässer, stehend und fließend                                              | N06 – Binnengewässer, stehend und fließend                                              |  | 1 %  | 1 %  |
| N08 – Heide, Gestrüpp0                                                                  | N08 – Heide, Gestrüpp0                                                                  |  | 6 %  | 6 %  |
| N09 – Trockenrasen, Steppen0                                                            | N09 – Trockenrasen, Steppen0                                                            |  | 6 %  | 6 %  |
| N10 – Feuchtes und mesophiles Grünland                                                  | N10 – Feuchtes und mesophiles Grünland                                                  |  | 1 %  | 1 %  |
| N14 – Melioriertes Grünland                                                             | N14 – Melioriertes Grünland                                                             |  | 4 %  | 4 %  |
| N16 – Laubwald                                                                          | N16 – Laubwald                                                                          |  | 37 % | 37 % |
| N19 – Mischwald                                                                         | N19 – Mischwald                                                                         |  | 5 %  | 5 %  |
| N20 – Kunstforste                                                                       | N20 – Kunstforste                                                                       |  | 22 % | 22 % |
| N22 – Binnenlandfelsen, Geröll- und Schutthalden, Sandflächen0                          | N22 – Binnenlandfelsen, Geröll- und Schutthalden, Sandflächen0                          |  | 17 % | 17 % |
| N23 – Sonstiges (einschl. Städte, Dörfer, Straßen, Deponien, Gruben, Industriegebiete)0 | N23 – Sonstiges (einschl. Städte, Dörfer, Straßen, Deponien, Gruben, Industriegebiete)0 |  | 1 %  | 1 %  |
|                                                                                         |                                                                                         |  |      |      |

### Lebensraumtypen
Folgende Lebensraumtypen sind im Vogelschutzgebiet „Buntsandsteinfelsen im Rurtal“ beschrieben:
- 3260 – Flüsse der planaren bis montanen Stufe mit Vegetation des Ranunculion fluitantis
- 4030 – Trockene europäische Heiden
- 6430 – Feuchte Hochstaudenfluren der planaren und montanen bis alpinen Stufe
- 8220 – Silikatfelsen mit Felsspaltenvegetation
- 8230 – Silikatfelsen mit Pioniervegetation des Sedo-Scleranthion oder des Sedo albi-Veronicion dillenii
- 8310 – Nicht touristisch erschlossene Höhlen
- 9110 – Hainsimsen-Buchenwald (Luzulo-Fagetum)
- 9170 – Labkraut-Eichen-Hainbuchenwald Galio-Carpinetum
- 9180 – Schlucht- und Hangmischwälder Tilio-Acerion*

Anmerkung: * = vom Verschwinden bedroht, die Europäische Gemeinschaft hat eine besondere Verantwortung für ihre Erhaltung.

## Schutzzweck
Wesentlicher Schutzzweck sind der Schutz und die Wiederherstellung der natürlichen Felsökosysteme und Laubwälder durch eine Reglementierung des Klettersports sowie Lenkung der Wanderer und Spaziergänger. Vor allem die Felsen und Steilhänge sind wichtige Vernetzungselemente im landesweit bedeutsamen Rurkorridor, der drei von sechs Großlandschaften Nordrhein-Westfalens verbindet.
Die gebietsbezogenen Erhaltungsziele und Erhaltungsmaßnahmen sind aber je nach Art unterschiedlich beschrieben.

### Kletterproblematik im Naturschutzgebiet
Der Kletterbereich im FFH-Gebiet Buntsandsteinfelsen im Rurtal wird als Klettergarten Nordeifel oder auch Klettergebiet Nideggen bezeichnet. Seit Anfang 2005 gilt dort der Landschaftsplan 3 Kreuzau/Nideggen des Kreises Düren. Die Kletterbereiche befinden sich im Eigentum der Stadt Nideggen, die auch das Klettergebiet Nideggen betreut. Die Stadt verkauft Klettertickets und führt Kontrollen im Gebiet durch. Geklettert darf noch an den Felsen Hirtzley, Effels, den Hinkelsteinen 1-4 und Zwei Brüder.
„Kletterregeln für naturverträgliches Klettern:
- Veränderungen der Felsoberfläche bzw. -spalten und -höhlen insbesondere durch Anbringen von Kletterbefestigungen aller Art sind zu unterlassen.
- Als Zugang zu den Felsen / Routen dürfen nur die markierten Zu- und Abstiege benutzt werden! Das Verlassen der ausgewiesenen Wege, Straßen und Felsen ist verboten (z.B. Abkürzungen).
- Die Kletterrouten enden an den Umlenkhaken! Das Betreten der Felsköpfe ist untersagt. (Eine Ausnahme bilden Ausbildungs- und Rettungsübungen der Bergwacht an der Effelsley.)
- In den Felswandbereichen mit Fledermaus-Winterquartieren ist das Klettern nur vom 01.04 – 31.10. gestattet. Die jeweiligen Felsabschnitte sind gekennzeichnet bzw. beschildert.
- Das Einrichten von Neutouren ist verboten.
- Es darf kein Magnesia verwendet werden.
- Es ist verboten Tiere mutwillig zu beunruhigen bzw. Pflanzen/ -teile zu beschädigen oder zu entnehmen.
- PKW dürfen nur auf dafür zugelassenen Flächen abgestellt werden.
- Zelten, Lagern und Biwakieren ist nicht erlaubt.
- Beauftragten der Stadt Nideggen ist auf Verlangen das Kletterticket vorzulegen.
- Das Klettern geschieht auf eigene Gefahr.“[7]

Für Rettungsaktionen im Fels und Sanierung der Kletterhaken ist die Bergwacht Nideggen zuständig.
Im Info-Flyer Höhenfieber - Klettern im Rurtal sind die wichtigsten Informationen zusammengefasst.

### Brutvögel

#### Mittelspecht

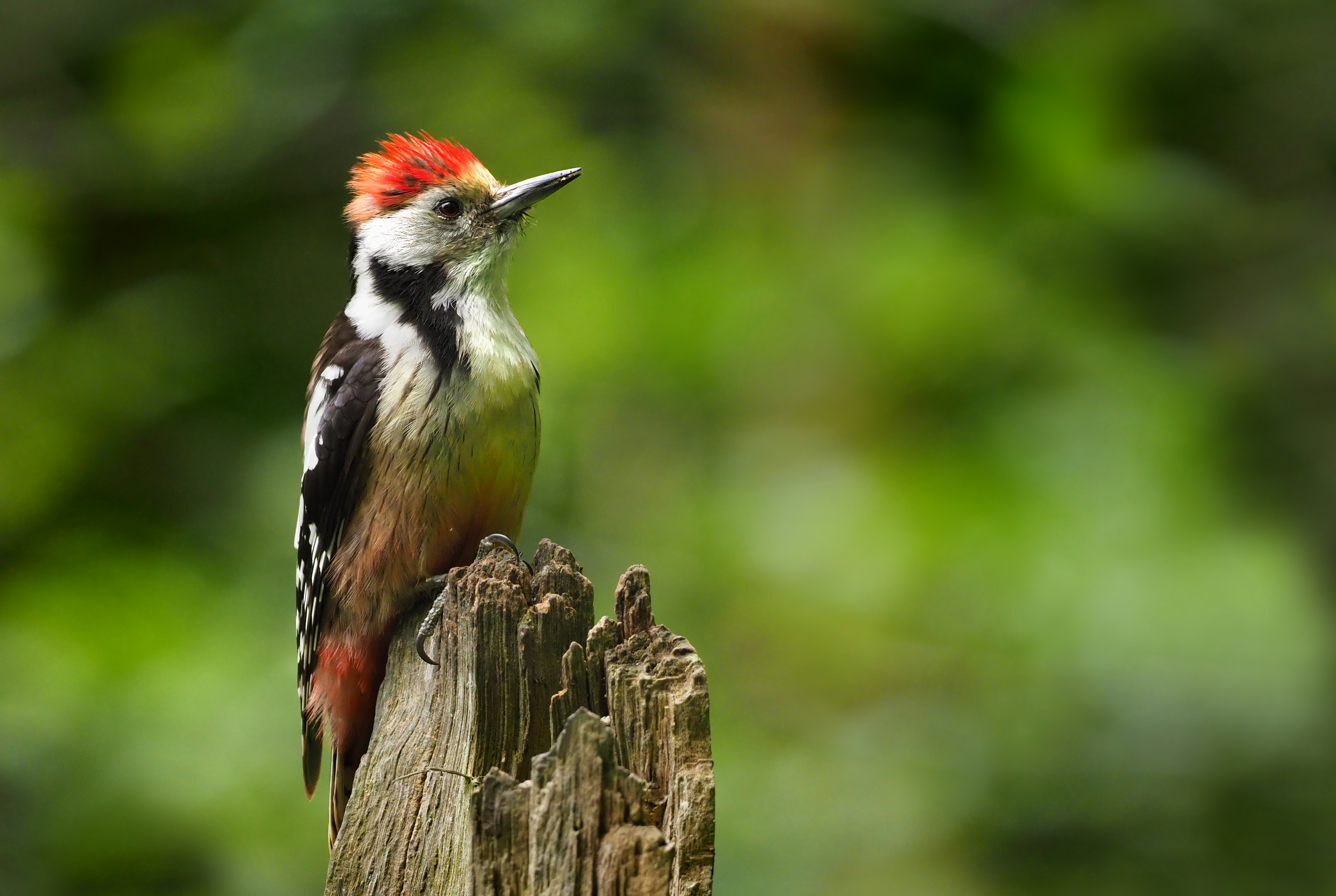
Mittelspecht

Erhaltung und Entwicklung von ausgedehnten, lebensraumtypischen Laub- und Mischwäldern sowie von Hartholzauen mit hohen Alt- und Totholzanteilen, die Erhöhung des Eichenwaldanteils, die Vermeidung der Zerschneidung und Verinselung geeigneter Waldgebiete, die Verbesserung des Nahrungsangebotes, die Erhaltung von Höhlenbäumen sowie Förderung eines dauerhaften Angebotes geeigneter Brutbäume sowie die Vermeidung von Störungen an den Brutplätzen von März bis Juni.

#### Neuntöter
Erhaltung und Entwicklung von extensiv genutzten halboffenen, gebüschreichen Kulturlandschaften mit insektenreichen Nahrungsflächen, die Verhinderung der Sukzession durch Entbuschung und Pflege, die Verbesserung der agrarischen Lebensräume durch Extensivierung der Grünlandnutzung (reduzierte Düngung, keine Pflanzenschutzmittel, extensive Beweidung mit Schafen, Rindern) sowie die Vermeidung von Störungen an den Brutplätzen von Mai bis Juli.

#### Schwarzspecht

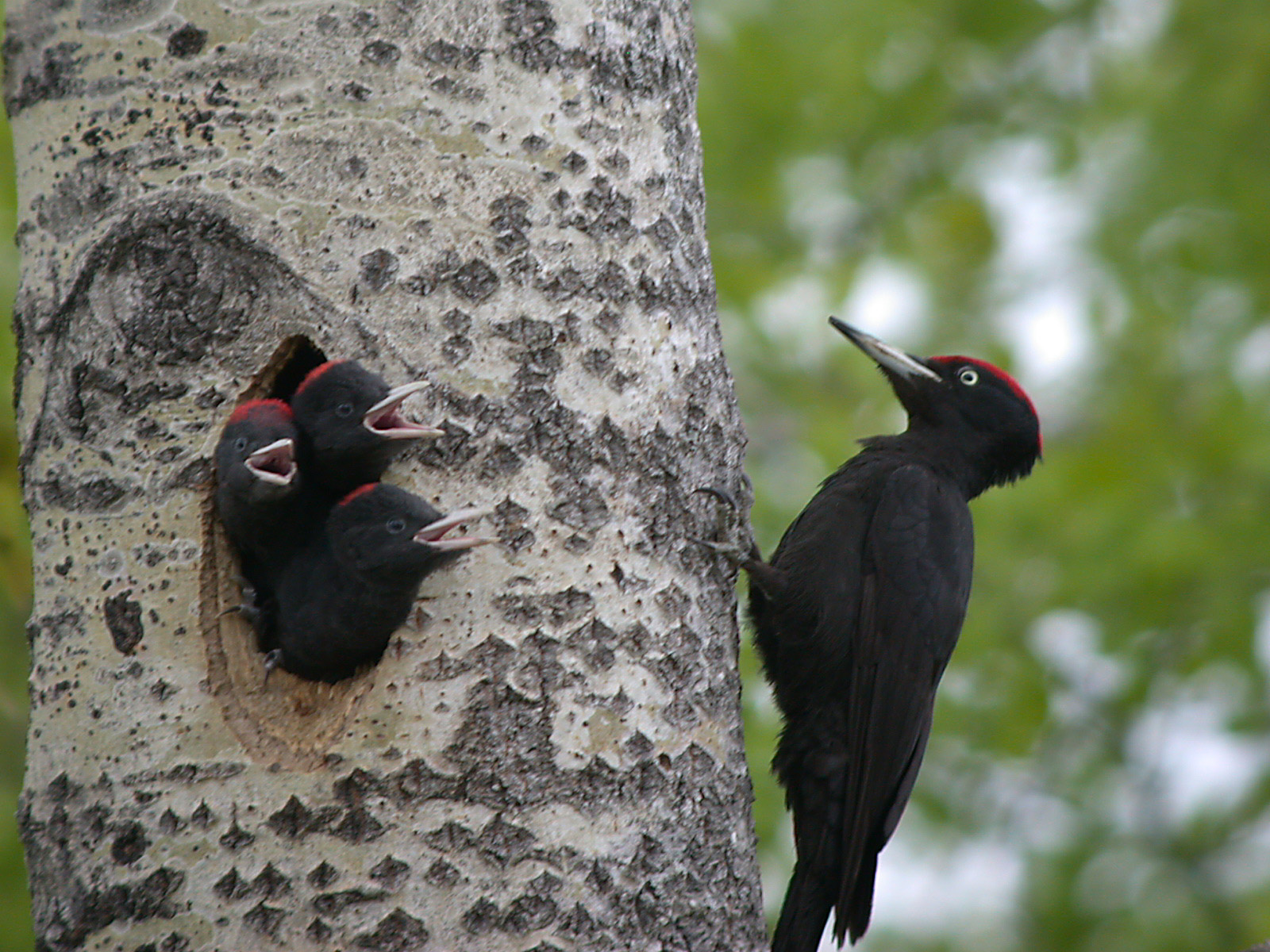
Schwarzspecht

Erhaltung und Entwicklung von lebensraumtypischen Laub- und Mischwäldern (vor allem Buchenwälder) mit hohen Alt- und Totholzanteilen (bis zu zehn Bäumen je Hektar), die Vermeidung der Zerschneidung der besiedelten Waldgebiete, die Erhaltung und Entwicklung von sonnigen Lichtungen, Waldrändern, lichten Waldstrukturen und Kleinstrukturen (Stubben, Totholz) als Nahrungsflächen, die Verbesserung des Nahrungsangebotes, die Erhaltung von Höhlenbäumen sowie Förderung eines dauerhaften Angebotes geeigneter Brutbäume (vor allem >120-jährige Buchen) sowie die Vermeidung von Störungen an den Brutplätzen von März bis Juni.

#### Rotmilan
Erhaltung und Entwicklung von Waldgebieten mit lichten Altholzbeständen sowie von offenen, strukturreichen Kulturlandschaften, die Vermeidung der Zerschneidung und Verinselung der besiedelten Lebensräume, die Erhaltung und Entwicklung von geeigneten Nahrungsflächen (vor allem Grünland- und Ackerflächen, Säume, Belassen von Stoppelbrachen), die Erhaltung der Horstbäume mit einem störungsarmen Umfeld, die Vermeidung von Störungen an den Brutplätzen von April bis Juli, die Entschärfung bzw. Absicherung von gefährlichen Strommasten und Freileitungen sowie die Reduzierung der Verluste durch Sekundärvergiftungen (Giftköder).

#### Uhu

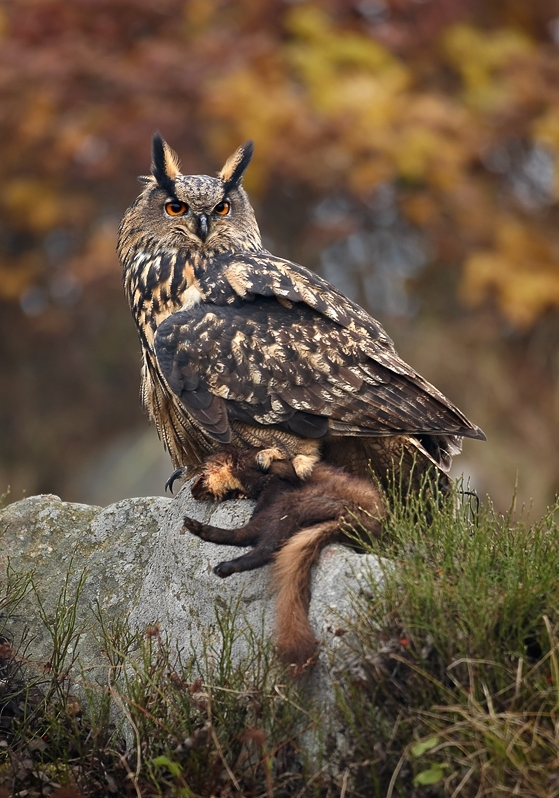
Uhu mit Baummarder im Fang

Erhaltung von störungsfreien Felsen, Felsbändern und Felskuppen, der Verzicht auf Verfüllung und/oder Aufforstung von aufgelassenen Steinbrüchen, die Vermeidung der Zerschneidung der besiedelten Lebensräume, das gegebenenfalls behutsame Freistellen von zuwachsenden Brutplätzen, die Vermeidung von Störungen an den Brutplätzen (Februar bis August) wie Lenkung der Freizeitnutzung wie (Klettersport, Motocross) sowie die Entschärfung bzw. Absicherung von gefährlichen Strommasten und Freileitungen.

#### Wanderfalke
Erhaltung von offenen Felswänden, Felsbändern und Felskuppen mit Nischen und Überhängen (natürliche Felsen, Steinbrüche), das gegebenenfalls. behutsame Freistellen von zuwachsenden Brutplätzen, die Erhaltung der Brutplätze an Bauwerken sowie die Vermeidung von Störungen an den Brutplätzen von März bis Juni.

#### Wespenbussard
Erhaltung und Entwicklung von Laub- und Laubmischwäldern mit lichten Altholzbeständen in strukturreichen, halboffenen Kulturlandschaften, die Erhaltung und Entwicklung von Lichtungen und Grünlandbereichen, strukturreichen Waldrändern und Säumen als Nahrungsflächen mit einem reichhaltigen Angebot an Wespen, die Verbesserung der Nahrungsangebotes, die Erhaltung der Horstbäume mit einem störungsarmen Umfeld sowie die Vermeidung von Störungen an den Brutplätzen von Mai bis August.

## Zusammenhang mit anderen Schutzgebieten
Mit dem Vogelschutzgebiet „Buntsandsteinfelsen im Rurtal“ sind folgende, zusammenhängende Schutzgebiete (Liste nicht vollständig) ausgewiesen:
- FFH-Gebiet „Ruraue von Heimbach bis Obermaubach“ (5304-301)
- FFH-Gebiet „Buntsandsteinfelsen im Rurtal“ (5304-302)
- Landschaftsschutzgebiet „Rurtalhänge zwischen Untermaubach und Abenden“ (LSG-5204-0001)